# 薛岔乡
薛岔乡是中国陕西省延安市吴起县下辖的一个乡。

## 行政区划
薛岔乡下辖以下行政区：
南沟村、双庙村、陈砭村、杨新庄村、薛岔村、湫沟村、雷坡村、老虎沟村、郭畔村